# La Criolla (Entre Ríos)
La Criolla es un municipio del distrito Suburbios del departamento Concordia en el noreste de la provincia de Entre Ríos, República Argentina. El municipio comprende la localidad del mismo nombre y un área rural. Sus principales actividades productivas son la citricultura, las forestaciones de eucalyptus, el cultivo de arándanos y el cultivo de nueces de pecán.

## Ubicación
Al sudeste de La Criolla se halla la intersección de las rutas nacionales 14 y A015, desde donde se accede a la localidad por medio de una ruta asfaltada de 3 kilómetros. La población accede a diversos servicios en la vecina ciudad de Concordia, de cuyo centro comercial se encuentra a 22 km por ruta, y con la cual está comunicada por un servicio de ómnibus. La villa tiene forma de triángulo rectángulo, con la vía férrea como hipotenusa. La Criolla se encuentra a 275 kilómetros de la ciudad de Paraná y a 435 kilómetros de la Ciudad de Buenos Aires.
El ejido municipal de La Criolla se halla rodeado por los ejidos municipales de Concordia, Colonia Ayuí y Los Charrúas, y la jurisdicción del centro rural de población de Colonia General Roca. Por el norte limita con el arroyo Ayuí Grande, a cuya cuenca pertenece todo el ejido.
La zona tiene una geografía de lomas o cuchillas suaves, las cuales frecuentemente forman aguadas en las zonas bajas. La altitud promedio es de 54 metros sobre el nivel del mar. Los suelos de la localidad son de textura franco arenosa, sumamente aptos para el cultivo de cítricos, arándanos y nogales de pecán.

## Historia
La Criolla toma su nombre en honor a Flora del Carmen de Urquiza a quienes los inmigrantes apodaban la Criolla. Flora era hija de Dolores Costa y del general Justo José de Urquiza. Transcurrió su infancia en la residencia de San José hasta que en 1868, a la edad de 9 años, fue enviada por su padre a estudiar a un colegio en la provincia de Buenos Aires.
En 1870 su padre fue asesinado en su residencia, por lo que tiempo más tarde su madre se radicó en Buenos Aires. Tras la muerte de su madre, Flora heredó dos parcelas de 30 000 hectáreas cada una. Estos campos se conocieron con los nombres de Pampa Soler, ubicado donde ahora se encuentra la represa hidroeléctrica de Salto Grande, y la otra parcela, llamada Bella Vista, emplazada en lo que actualmente es la localidad de La Criolla. A la edad de 22 años Flora se casó con Gregorio José Soler, hijo de un estanciero. Ambos decidieron que estas tierras, que inicialmente fueron utilizadas para la ganadería, sean destinadas a la explotación de diversos cultivos, como el olivo, la viña, y los cítricos, entre otros. Para la explotación de la citricultura el matrimonio llevó plantines de naranjas desde España y plantines de mandarina desde Italia. Este nuevo emprendimiento requería de mucha mano de obra, y por tal motivo se les abrió las puertas a los primeros inmigrantes, quienes poblaron inicialmente la región.
El desarrollo de La Criolla tomó impulso en el siglo XX a partir de la estación de ferrocarril denominada estación La Criolla, construida en la década de 1930. La estación pertenecía al ramal Concordia-Federal de la Línea del Este de la Administración General de Ferrocarriles del Estado, quedando incorporada al Ferrocarril General Urquiza desde 1947. Durante la construcción de la represa de Salto Grande el embalse de la misma sumergió parte del ramal Federico Lacroze-Posadas, por lo que fue trasladado hacia el oeste coincidiendo con el ramal Federal-Concordia entre esta última ciudad y La Criolla. Desde un punto situado a 1,2 km al noroeste de la estación La Criolla ambos ramales se separan. El ramal a Federal fue abandonado en la década de 1990 y se cerró la estación, pero el otro ramal continuó en operaciones.
El municipio de 2ª categoría fue creado el 22 de julio de 1987 mediante el decreto n.º 3938/1987 MGJE del gobernador de Entre Ríos, sustituyendo a la junta de gobierno existente hasta entonces. Por el decreto 3938/1987 MGJE del mismo día fue designado comisionado municipal Jorge Manuel Silva, para cumplir funciones hasta la realización de elecciones meses después para elegir a los 7 concejales titulares y 7 suplentes de la junta de fomento.
La población de la villa, es decir sin considerar el área rural, era de 932 personas en 1991 y de 1307 en 2001.
Por ley provincial n.º 9646 promulgada el 15 de septiembre de 2005, La Criolla fue declarada Capital Provincial en el Cultivo y Explotación de la Fruta del Arándano, comenzando con la realización de la fiesta provincial en diciembre de cada año. La declaración de La Criolla como Capital Nacional del Arándano fue aprobada por la Cámara de Diputados de la Nación el 3 de diciembre de 2008, pero la ley no ha sido sancionada aún.

## Fiesta provincial del Arándano
En un predio con capacidad para más de 60 000 personas se realiza todos los años en el mes de diciembre la Fiesta Provincial del Arándano, en la cual se exponen importantes stands con las empresas del sector de la industria, del comercio y diferentes instituciones con directa vinculación; todo ello en un marco de festejos acompañados de show artísticos. También se realiza durante la fiesta la elección de la reina provincial del Arándano.

## Economía
En la localidad de La Criolla predomina la actividad frutihortícola y forestal. Predominan las plantaciones de cítricos, forestaciones de eucaliptus, y también cultivos intensivos de arándanos y de nogales de pecán. Una característica particular de la localidad es que las propiedades tienen una extensión pequeña o mediana, lo cual ha generado una economía de carácter intensiva. Se han desarrollado, también, servicios relacionados con las producciones primarias como ser viveros, aserraderos y plantas de procesamiento. También hay ganadería y cultivos de cereales y leguminosas, sobre todo en propiedades más extensas y hacia el lado oeste de la localidad, pero no son las actividades distintivas de la zona.

## Clima
La temperatura media estival de la ciudad está entre 22 y 26 °C, mientras que la invernal es de 12 a 15 °C. La humedad promedio es de 73 % y las lluvias alcanzan en promedio los 1300 mm anuales. Según la clasificación climática de Köppen el clima de la zona se clasifica como templado/meso termal (Cf), específicamente de tipo subtropical sin estación seca (Cfa) ya que la temperatura media del mes más frío (12,2 °C) es menor a 18 °C y superior a -3 °C, y la del mes más cálido (26,3 °C) es superior a 10 °C. No hay período seco. Hay precipitaciones constantes a lo largo del año y la temperatura media del mes más cálido (26,3 °C) supera los 22 °C. El régimen pluviométrico es de tipo Isohigro ya que las lluvias están repartidas a lo largo del año sin que se pueda determinar una estación seca. La precipitación anual promedia los 1300 milímetros.
| Parámetros climáticos promedio de La Criolla | Parámetros climáticos promedio de La Criolla | Parámetros climáticos promedio de La Criolla | Parámetros climáticos promedio de La Criolla | Parámetros climáticos promedio de La Criolla | Parámetros climáticos promedio de La Criolla | Parámetros climáticos promedio de La Criolla | Parámetros climáticos promedio de La Criolla | Parámetros climáticos promedio de La Criolla | Parámetros climáticos promedio de La Criolla | Parámetros climáticos promedio de La Criolla | Parámetros climáticos promedio de La Criolla | Parámetros climáticos promedio de La Criolla | Parámetros climáticos promedio de La Criolla |
| Mes                                          | Ene.                                         | Feb.                                         | Mar.                                         | Abr.                                         | May.                                         | Jun.                                         | Jul.                                         | Ago.                                         | Sep.                                         | Oct.                                         | Nov.                                         | Dic.                                         | Anual                                        |
| -------------------------------------------- | -------------------------------------------- | -------------------------------------------- | -------------------------------------------- | -------------------------------------------- | -------------------------------------------- | -------------------------------------------- | -------------------------------------------- | -------------------------------------------- | -------------------------------------------- | -------------------------------------------- | -------------------------------------------- | -------------------------------------------- | -------------------------------------------- |
| Temp. máx. media (°C)                        | 32.8                                         | 30.8                                         | 28.9                                         | 24.5                                         | 21.1                                         | 17.5                                         | 17.8                                         | 20.1                                         | 21.1                                         | 25.3                                         | 27.7                                         | 30.9                                         | 24.8                                         |
| Temp. mín. media (°C)                        | 19.6                                         | 19.1                                         | 16.9                                         | 13.8                                         | 10.2                                         | 7.4                                          | 7.4                                          | 8.7                                          | 9.5                                          | 12.7                                         | 15.5                                         | 17.4                                         | 13.1                                         |
| Precipitación total (mm)                     | 117.7                                        | 161.2                                        | 157.1                                        | 150.8                                        | 109.8                                        | 53.2                                         | 53.5                                         | 73.7                                         | 90.3                                         | 109.0                                        | 152.0                                        | 79.7                                         | 1308.0                                       |
| Fuente: SMN Argentina promedio 1981-1990     |                                              |                                              |                                              |                                              |                                              |                                              |                                              |                                              |                                              |                                              |                                              |                                              |                                              |

## Lluvia meteorítica
El 6 de enero de 1985 a las 18:15 hs (hora local) ocurrió un evento realmente inusual en La Criolla. Apareció repentinamente en el cielo una enorme bola de fuego color azul más brillante que el Sol. En pocos segundos cruzó el cielo velozmente. Casi al mismo tiempo, se escucharon una serie de fuertes truenos y detonaciones y para culminar el espectáculo cósmico, cayeron por toda una zona elíptica de 10 x 7 km varios miles de aerolitos. En total se recogieron hasta la fecha más de 40 kg de aerolitos en esta zona. Los meteoritos de La Criolla eran originalmente fragmentos de un asteroide rocoso.